# Attraverso me
Attraverso me (с итал. — «Через меня») — песня итальянского певца и киноактёра Адриано Челентано. Была выпущена в 1994 году как первый и единственный сингл с альбома Quel punto.

## Споры о плагиате
В том же 1994 году в альбоме «Это всё...» российской группы ДДТ была выпущена песня «Ветер», которая необычайно схожа с композицией «Attraverso me» несколькими гитарными ходами и аранжировкой. Более того, обе песни написаны в одной тональности. Это сходство было подмечено на церемонии «Серебряная калоша» в 2000 году.
Однако участник группы ДДТ Вадим Курылёв факт плагиата в одном из своих интервью опровергнул:

Это не плагиат, а просто совпадение. Мелодия там совсем другая, гитарный рифф действительно очень похож. Но его придумал я, а не Шевчук, и вообще ещё за несколько лет до написания им «Что нам ветер», в 1990 году. Так что Челентано тут вообще ни при чём. […] То, что это похоже на Челентано, мы вообще узнали года три спустя.— В. Курылёв

## Живое исполнение
Живьём данную композицию Адриано Челентано исполнил на одном из концертов в рамках своего европейского турне. Песня также исполнялась Челентано в нескольких телевизионных передачах.

## Список композиций
| №  | Название                                  | Текст песни                            | Музыка            | Длительность |
| -- | ----------------------------------------- | -------------------------------------- | ----------------- | ------------ |
| 1. | «Attraverso me» (Через меня)              | Адриано Челентано                      | Маурицио Фабрицио | 5:10         |
| 2. | «Storia d’amore» (История любви)          | Лучано Беретта, Мики Дель Прете        | Адриано Челентано | 4:51         |
| 3. | «Una festa sui prati» (Праздник на лугах) | Могол, Лучано Беретта, Мики Дель Прете | Адриано Челентано | 3:16         |